# Rodina je základ státu
Rodina je základ státu je čtvrtý celovečerní hraný film Roberta Sedláčka z roku 2011.
Děj pojednává o muži středního věku Liborovi, kterému hrozí, že půjde do vězení za to, že se podílel na vytunelování banky. Aby se odhodlal říci to své ženě, vydává se s ní a s dětmi na rodinný výlet, který je zároveň útěkem před spravedlností. Film je proto označován jako kombinace rodinného dramatu a road-movie, spojuje v sobě prvky napětí i komiky.
Původně chtěl Sedláček napsat satiru na maloměšťáctví, ale s příchodem finanční krize se téma filmu posunulo.
Film se natáčel v květnu a v červnu 2010 (plánováno bylo do 21. června) a ovlivnila ho nepřízeň počasí, zejména povodně na Moravě. Natáčelo se v Čechách v Praze, v Pyšelích, Černošicích a na Moravě na Velehradě, ve Vracově a v okolí Zlína.
Ústřední píseň filmu Smiluje složila Lenka Dusilová a nahrála ji s Eternal Seekers (Lenka Dusilová, Beata Hlavenková, Clarinet Factory).

## Děj
Hlavní postava filmu Libor Pokorný, manažer HypoContactu, se setkává s vyšetřovateli, kteří zjišťují okolnosti vytunelování této firmy. Liborovi hrozí vězení, přesto mu je dána lhůta na rozmyšlenou, zda bude spolupracovat. Aby si ujasnil myšlenky a aby se odhodlal říci pravdu o svém postavení manželce, vydává se s ní a se dvěma dětmi na výlet na Moravu.
Po návštěvě Velehradu táboří na břehu řeky, následně se ve Strážnici setkávají a navštěvují manželskou dvojicí bývalých spolužáků Juru a Lenku, kteří na rozdíl od Pokorných zůstali v prostředí okresního města. Zatím se ale naplno rozběhne policejní pátrání, už ve Strážnici se Libor těsně mine s vyšetřovateli.
Děj vrcholí na dalším místě pobytu Pokorných, v hotelu, kde se právě pořádá svatba. Vyšetřovatelé přilétají vrtulníkem a vyrážejí na místo s jednotkou rychlého nasazení. Liborova manželka se z novin ležících na recepci hotelu dozvídá o svém muži plnou pravdu a na poslední chvíli zorganizuje útěk rodiny zadním vchodem, takže komando prohledá jen prázdné pokoje. Pokorní mizí terénním autem do pole, kde je po chvíli dopadne spravedlnost v podobě osamoceného policisty, který Libora zatkne.

## Obsazení
| Igor Chmela         | Libor                                                         |
| Eva Vrbková         | Liborova žena                                                 |
| Simona Babčáková    | Lenka, ředitelka okresní galerie                              |
| Jiří Vyorálek       | její manžel Jiří, zástupce ředitele gymnázia v okresním městě |
| Martin Finger       | policejní vyšetřovatel                                        |
| Monika A. Fingerová | policejní vyšetřovatelka                                      |
| Albert Mikšík       | Lukáš Pokorný                                                 |
| Kristýna Slámová    | Tína Pokorná                                                  |
| Filip Štolfa        |                                                               |
| Jana Janěková       |                                                               |
| Jan Fišar           |                                                               |
| Marek Daniel        |                                                               |
| Jan Novotný         |                                                               |
| Marek Taclík        |                                                               |
| Jan Budař           |                                                               |
| Sylvie Krupanská    |                                                               |
| Petr Opluštil       |                                                               |
| Matouš Outrata      |                                                               |
| Jiří Strejček       |                                                               |
| Luděk Jelen         |                                                               |

## Kritika
Film byl přijat kritikou převážně příznivě. Kritici se shodují, že se jedná o Sedláčkův divácky dosud nejpřívětivější počin, přesto si zachovává uměleckou úroveň. Oceňují to, že jde o reflexi soudobých společenských poměrů, která pro diváka otevírá aktuální otázky (typu nakolik je ospravedlnitelné překračovat zákon pro dobrou věc či do jaké míry je každý korumpovatelný).

### Recenze
- Rodina je základ státu – domino efekt, který může dostat i vás (100%) [nedostupný zdroj] na Film CZ Archivováno 15. 1. 2015 na Wayback Machine. -
- Recenze: Rodina je základ státu a alternativa bulváru na Aktuálně.cz -
- Recenze: Rodina je základ státu na filmserver.cz -
- Recenze: Rodinná roadmovie o „kmotrovi“ na útěku je sympaticky divácká na idnes.cz -
- Sedláčkův film zobrazuje českou tíseň z pádu  na lidovky.cz

## Ocenění
Film zvítězil na Cenách české filmové kritiky 2011. Kromě ceny za nejlepší film získal pro Roberta Sedláčka ceny za režii a scénář. Simona Babčáková proměnila svoji nominaci na nejlepší ženský herecký výkon ve vedlejší roli. Nominován byl také Petr Koblovský za kameru a v hereckých kategoriích Igor Chmela, Jiří Vyorálek a Eva Vrbková.
V rámci ankety Český lev 2011 získal nominace v kategoriích nejlepší film, režie, scénář, ženský herecký výkon v hlavní roli pro Evu Vrbkovou, ženský herecký výkon ve vedlejší roli pro Simonu Babčákovou a nejlepší zvuk. Získal Cenu filmových kritiků a teoretiků za nejlepší hraný film.

## Festivaly
Film Rodina je základ státu byl v srpnu 2012 zahajovacím filmem festivalu Týdny českého filmu, který pořádá České centrum v Tel Avivu. Severoamerickou premiéru měl na festivalu ve Vancouveru a 19. a 21. října 2012 byl uveden na mezinárodním festivalu v Londýně.